# Тигровый глаз (алмаз)
Тигровый глаз (англ. Tiger-Eye Diamond, фр. Œil de tigre) — крупный алмаз, в необработанном виде весивший 178,5 метрических каратов. Один из крупнейших южноафриканских алмазов.
Был обнаружен в октябре 1913 года в Дрогефелде, на реке Вааль. Получил название «Тигровый глаз» из-за насыщенного естественного янтарного цвета. Огранка камня производилась в Амстердаме, при этом его вес уменьшился до 61,5 карата. Бриллиант был продан торговым домом Cartier радже Наванагара Ранджитсинхджи. Его наследник, раджа Дигвинджайсинхджи, заказал этой же фирме ювелирное украшение, центральным элементом которого должен был стать «Тигровый глаз». В результате в 1934 или 1937 году был создан эгрет для тюрбана, где коньячного цвета центральный камень помещён в оправу из платины и огранённых багетом светлых бриллиантов. Эгрет обладает сложной конструкцией: помимо традиционной для этого типа возможности отсоединять центральную часть от бриллиантового «папоротникового листа» и использовать её как пристёгивающуюся брошь, создатели также предусмотрели возможность вынимать из оправы только центральный камень.